# 유스라
유스라(아랍어: يسر'ى, 영어: Yousra, 1955년 3월 10일 ~ )는 이집트의 배우, 가수이다. 중동 지역을 대표하는 글래머 스타이자 영향력 있는 배우 중 한 명이다.

## 출연 작품
- 마렛 야코빈 (2006)
- 알렉산드리아... 뉴욕 (2004)
- 우리 수상 각하 만세 (2002)
- 이주자 (1994)
- 알렉산드리아 어게인 앤 포에버 (1990)
- 이집트 이야기 (1982)